# Verdía (Jalisco)
Verdía es una localidad del municipio de Zacoalco de Torres ubicado en la región sur del estado mexicano de Jalisco.

## Geografía
La localidad se ubica a 9.7 kilómetros (en dirección noroeste) de la localidad de Zacoalco de Torres, la cabecera y lugar más poblado del municipio. Se sitúa en las coordenadas geográficas 20°09′31″N 103°30′36″O / 20.158611, -103.510000, a una elevación de 1,350 metros sobre el nivel del mar.

## Demografía
Según el Conteo de Población y Vivienda 2020, efectuado por el Instituto Nacional de Estadística y Geografía, la localidad de Verdía tiene 789 habitantes, de los cuales 391 son del sexo masculino y 398 del sexo femenino. Su tasa de fecundidad es de 2.61 hijos por mujer y tiene 228 viviendas particulares habitadas.
| Gráfica de evolución demográfica de Verdía entre 1900 y 2020 |
|                                                              |
| INEGI.                                                       |